# 1972 في النرويج
فيما يلي قوائم الأحداث التي وقعت خلال عام 1972 في النرويج.

## سياسة

### تعيين في المنصب
- 18 أكتوبر – لارس كورفالد رئيس وزراء النرويج.

### انتهاء فترة المنصب
- 18 أكتوبر – أودفار نوردلي Minister of Local Government and Regional Development [الإنجليزية]‏.
- 18 أكتوبر – تريغفه براتلي رئيس وزراء النرويج.

## مواليد

### يناير
- 2 يناير – إيغل أوستينستاد لاعب كرة قدم نرويجي.
- 10 يناير – توماس أولسغور متزحلق نرويجي.
- 11 يناير – كاري كونرادي ممثل نرويجي.
- 28 يناير – بنت إنجي يونسن لاعب ومدرب كرة قدم نرويجي.

### فبراير
- 18 فبراير – غلين سولبرغ لاعب كرة يد نرويجي.

### أبريل
- 12 أبريل – مورتن بيدرسن لاعب كرة قدم نرويجي.
- 21 أبريل – فيدار ريسيث لاعب كرة قدم نرويجي.

### أغسطس
- 24 أغسطس – كريستيان رود لاعب كرة مضرب نرويجي.
- 29 أغسطس – يان فروده أندرسن لاعب كرة مضرب نرويجي.

### سبتمبر
- 19 سبتمبر – كريستوفر جونير ممثل نرويجي.
- 30 سبتمبر – سيندره والستاد لاعب كرة يد نرويجي.

### ديسمبر
- 11 ديسمبر – سيغورد روشفلت لاعب كرة قدم نرويجي.

## وفيات

### سبتمبر
- 1 سبتمبر – تور لوند (مواليد 1888) لاعب جمباز فني نرويجي.